# 东海县 (越南)
东海县是越南薄寮省下辖的一个县。

## 地理
东海县东接和平县，西接金瓯省登瑞县，南临南中国海，北接架涞市社。

## 历史
2001年12月24日，架涞县以安泽社、安福社、定城社、隆田社、隆田西社、隆田东社、隆田东A社7社和京豪市镇析置东海县。
2003年12月24日，定城社析置定城A社。
2008年8月1日，安泽社析置安泽A社，隆田西社析置田海社。

## 行政区划
东海县下辖1市镇10社，县莅䃄蠔市镇。
- 䃄蠔市镇（Thị trấn Gành Hào）
- 安福社（Xã An Phúc）
- 安泽社（Xã An Trạch）
- 安泽A社（Xã An Trạch A）
- 田海社（Xã Điền Hải）
- 定城社（Xã Định Thành）
- 定城A社（Xã Định Thành A）
- 隆田社（Xã Long Điền）
- 隆田东社（Xã Long Điền Đông）
- 隆田东A社（Xã Long Điền Đông A）
- 隆田西社（Xã Long Điền Tây）